# Río Nen
El río Nen, también Nonni (en chino: 嫩江; en pinyin: Nèn Jiāng; en manchú: Non ula) es un largo río asiático que discurre por el nordeste de China, el más largo de los afluentes del río Songhua, al que se une no lejos de la ciudad de Da'an (428 153 hab. en 1999).

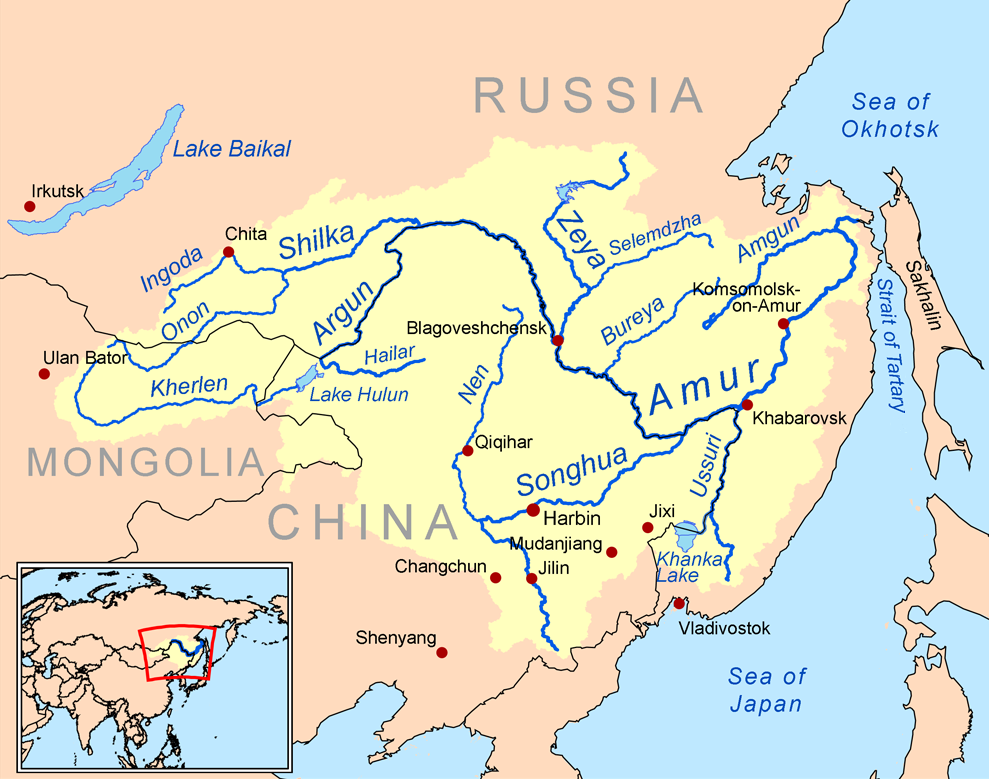
Mapa del río Amur en el que se ve en el centro el río Nen, que es afluente del Songhua y este del Amur

Tiene 1370 kilómetros de longitud y su curso forma la frontera natural durante un largo tramo en su curso superior entre Mongolia Interior y la provincia de Heilongjiang; luego se adentra en Heilongjiang y finalmente, en su curso final, es la frontera entre Heilongjiang y la provincia de Jilin. 
Las principales ciudades que atraviesa son Nenjiang (493 229 habs. en 1999), llamada así en honor al río, y Qiqihar (895.000 habs. en 2003).
Los principales afluentes del río Nen son:
- río Gan (甘河) (derecha);
- río Namoer/Nemor (讷谟尔河) (izquierda);
- río Nuomin (诺敏河 ) (derecha);
- río Anlun (雅鲁河)(derecha);
- río Wuyuer/Nuyur (izquierda);
- río Chuoer (derecha);
- río Taoer/Chaor (洮儿河) (derecha);
- río Huolin (霍林河)(derecha;

El río es propenso a crear inundaciones, como ocurrió más recientemente en 1998 y 2005.